# The God that Failed
The God that Failed è una raccolta di sei saggi pubblicata in Gran Bretagna nel 1949. Contiene lavori di Louis Fischer, André Gide, Arthur Koestler, Ignazio Silone, Stephen Spender e Richard Wright. Il tema della raccolta è la disillusione e l'abbandono del comunismo da parte degli autori.

## Contenuto
Il testo di The God that Failed è stato curato da Richard Crossman, ai tempi membro del Parlamento britannico nelle file del Partito laburista. Durante la preparazione del saggio si rivolse anche al famoso giornalista (nonché ex comunista) statunitense Whittaker Chambers, chiedendo anche a lui di contribuire con un saggio. Chambers però, che lavorava ancora per la rivista Time, si stava occupando della sua inchiesta su Alger Hiss e rifiutò di collaborare.
Nel saggio di Fischer si esplora il concetto di "Kronstadt", inteso come il momento in cui alcuni comunisti o affiliati decidono non solo di allontanarsi dal Partito Comunista, ma di opporsi ad esso come anticomunisti. Il curatore ha scritto nell'introduzione del libro: "I ribelli di Kronstadt hanno chiesto al potere sovietico di liberarsi dal dominio bolscevico". Fischer afferma che "Ciò che conta in modo decisivo è il "Kronstadt". Fino al suo avvento, si può vacillare emotivamente o dubitare intellettualmente o addirittura rifiutarne del tutto la causa dentro di sé e tuttavia rifiutarsi di attaccarla. Non ho avuto "Kronstadt" per molti anni". 
Il concetto è stato poi ripreso successivamente da altri scrittori quali Whittaker Chambers, Clark Kerr, David Edgar, William Buckley e Norman Podhoretz. 